# Paragus flammeus
Paragus flammeus är en tvåvingeart som beskrevs av Goeldlin 1971. Paragus flammeus ingår i släktet stäppblomflugor, och familjen blomflugor. Inga underarter finns listade i Catalogue of Life.